# Reynolds (Georgia)
Reynolds – miasto w Stanach Zjednoczonych, w stanie Georgia, w hrabstwie Taylor.